# HeroCraft
 (mai 2021).
Si vous disposez d'ouvrages ou d'articles de référence ou si vous connaissez des sites web de qualité traitant du thème abordé ici, merci de compléter l'article en donnant les références utiles à sa vérifiabilité et en les liant à la section « Notes et références ».
HeroCraft est un développeur et éditeur de jeux vidéo dont le siège social se trouve à Nicosie.
HeroCraft développe des jeux pour iOS, Android et Windows Phone, ainsi que pour Microsoft Windows et les réseaux sociaux, et prend en charge une variété de plates-formes héritées. La distribution a lieu dans le monde entier en 15 langues. HeroCraft a le statut de "Top développeur" sur Google Play[réf. nécessaire].
HeroCraft se concentre désormais sur le développement de Warhammer 40,000: Space Wolf.

## Projets phares

### Warhammer 40,000: Space Wolf
Warhammer 40,000: Space Wolf a été annoncé le 16 août 2013. Il s'agit d'une fusion de combat tactique au tour par tour et de cartes à collectionner. Le jeu est développé en étroite collaboration avec Games Workshop. La musique du jeu est composée par Cris Velasco (en).
Warhammer 40,000: Space Wolf est sorti sur iOS le 28 octobre 2014 et sur Android le 16 juillet 2015.

### Majesty: The Fantasy Kingdom Sim (Portage mobile)
Majesty: The Fantasy Kingdom Sim est un jeu de stratégie en temps réel développé et publié par HeroCraft. Le jeu est sorti le 10 décembre 2010 et était compatible avec iOS, Android et Windows Phone. En décembre 2011, HeroCraft a publié la suite, Majesty: The Northern Expansion.

## Projets publiés
Le portefeuille d'HeroCraft comprend plus de 100 jeux dans un large éventail de genres, des jeux simples destinés à un public de joueurs occasionnels aux jeux de simulation, de stratégie et de rôle complexes. Les jeux HeroCraft sont publiés à la fois sous une propriété intellectuelle originale et sous des licences de marque.
- Warhammer 40,000: Space Wolf (iOS, Android)
- Majesty: The Fantasy Kingdom Sim (iOS, Android, BlackBerry, Windows Phone)
- Majesty: The Northern Expansion (iOS, Android)
- Majesty: Northern Kingdom FREE (iOS, Android)
- Mafioso: Mafia 3v3 Turn-Based Strategy & Clan Wars (iOS, Android)
- Strategy & Tactics: World War II (iOS, Android, Windows Phone)
- Insomnia: the Ark (PC)
- WW2: Sandbox. Strategy & Tactics (iOS, Android)
- Medieval Wars: Strategy & Tactics (iOS, Android)
- USSR vs USA: Strategy & Tactics (Android, Windows Phone)
- Strategy & Tactics: Wargame Collection (PC)
- FootLOL (PC, Mac, iOS, Android)
- Race Illegal: High Speed 3D (Android, Windows Phone)
- Zombie Derby (iOS, Android, Windows Phone)
- Zombie Derby 2 (iOS, Android, Windows Phone)
- Tiny Bang Story (Android, Windows Phone)
- Ant Raid (Android, Windows Phone)
- Ice Rage (Android, Android TV, Windows Phone)
- Wonder Wood (iOS, Android, Windows Phone)
- Evy: Magic Spheres (PC)
- King of Dragon Pass (Android, Mac)
- Plancon: Space Conflict (iOS, Android)
- Marble Duel (iOS, Apple TV, Android, PC)
- MiniChess by Kasparov (iOS, Android)
- Jolly Days Farm (iOS, Android)
- Pirate Battles: Corsairs Bay (Android)
- Lords of Discord (iOS, Android)
- Spell Gate: Tower Defense (Android)
- War is Peace (iOS)
- Game of Drones (Android)
- Alchemic Maze (iOS), (Android)
- World of Dungeons (iOS, Android)
- Dead Shell (iOS), (Android)
- Red Ball 3 (Android)
- Zombie Town Story (iOS)
- Tempest (Steam, iOS, Android)
- Tap Tap Builder (iOS, Android)
- Spaceship Battles (iOS, Android)
- Strategy & Tactics: Dark Ages (PC)
- Farm Frenzy (PC, iOS, Android)